# Gaietà Benavent Rocamora
Gaietà Benavent Rocamora (Reus, 1 de novembre de 1834 - Barcelona, 10 de novembre de 1910) va ser un pintor català, germà del pedagog i musicòleg Enric Benavent.
De petit anà a classes de dibuix amb el mestre Verdaguer, a Reus, i després, a Barcelona, a l'Escola de la Llotja. Va ser deixeble de Ramon Martí i Alsina. Treballà sobretot el retrat, i té obres sobre personatges coneguts del seu temps: El rei Alfons XII, Monsieur Carnot, el pianista Antoni Nogués, l'actor Joaquim Garcia-Parreño… Pintà també bodegons, paisatges i marines. Va ser molt prolífic, se li calculen uns 2.500 quadres. Va exposar a Barcelona, a Madrid, a Saragossa i als Estats Units d'Amèrica.
Va ser professor de pintura a l'Escola d'Institutrius de Barcelona, fundador i director de la revista La Gaceta Artística, condecorat pel rei Amadeu amb la Creu de Carles III, amic de Marià Fortuny, de Robert Robert, de Josep de Letamendi. Va ser un dels membres iniciadors del "Taller l'Embut", d'on va sorgir més endavant el Centre d'Aquarel·listes de Barcelona.